# Jarig van der Wielen
Jarig van de Wielen (Leeuwarden, 24 januari 1880 - Leeuwarden, 7 juli 1950) was een Nederlands avonturier, landbouwer en socialist.
Hij was zoon van Wytske Plantenga en concertzaalhouder Ybe van de Wielen; het echtpaar baatte de "Zaal van der Wielen" (de latere "Concertzaal Schaaf") uit. Hijzelf was getrouwd met Johanna Aleida Eijkman en na haar overlijden hertrouwde hij met Debora Donker. Het echtpaar stond bekend als Oom Jarig/Jarich en tante Deborah. Kunstenaar Ybe van der Wielen, zoon uit het eerste huwelijk werd tijdens Jarigs Amerikaanse periode geboren.
Hij wilde eigenlijk onderwijzer en/of predikant worden en genoot na de gymnasium daartoe enige opleiding, die hij niet zou afmaken. Zijn militaire keuringsrapport meldde nog wel zendeling, kwekeling. Van de Wielen trok van baan naar baan tot ver over de grenzen. Hij probeerde werk te vinden in Frankrijk en Zwitserland en was daarna enige tijd werkzaam bij de Coöperatieve Zuivelfabriek Leeuwarden. Hij was daarbij lid van de Bond van Zuivelarbeiders, waarvoor hij optrad als redacteur en propagandist. Hij werkte vervolgens in de Verenigde Staten (cowboy), Australië (boer en melkbedrijf), Indonesië, Nieuw-Zeeland. Aansluitend hielp hij mee de Veluwe te ontginnen en probeerde er een conferentieoord van de grond te krijgen, maar trok toch weer naar de Verenigde Staten.
Vanaf 1916 was hij weer werkzaam in Nederland en werd secretaris-penningmeester van de Landarbeidersbond. Vanaf 1920 begon hij vanaf zijn woonschuit met de ontwikkeling van buurtschap Allardsoog met haar heidevelden, alwaar hij met hulp van werklozen via een werkverschaffingsmaatschappij een buurthuis bouwde. In dat buurthuis vonden praatavonden plaats die later zouden leiden tot de oprichting van de Volkshogeschool; een type school die navolging kreeg binnen Nederland. In 1938 volgde een werkplaats, die later omgebouwd werd tot Landbouw-Huishoudschool.
Hij was ook enige tijd gemeenteraadslid en wethouder in Opsterland voor de Van der Wielen-groep.
In juni 1950 werd hij vanwege zijn werkzaamheden onderscheiden met de Zilveren Anjer; hijzelf kon daar vanwege ziekte niet bij zijn, zijn vrouw nam de onderscheiding vanwege zijn cultureel pionierswerk in ontvangst. Bakkeveen kent een Jarig van der Wielenwei.
Hij overleed na een operatie in het Diaconessenziekenhuis te Leeuwarden. Hij werd te Bakkeveen begraven. Neef Hendrik Gerardus Wilhelmus (Henk) van der Wielen (1930-1990), die al vanaf het begin bij de Volkshogeschool betrokken was zetten het werk van zijn oom tot aan zijn pensioen in 1968 voort. Ook eerdergenoemde zoon Ybe was er nog lang bij betrokken.